# Franjo Ivan Delak
Franjo Ivan Delak, slovenski zdravnik in glasbenik, * 18. avgust, 1896, Rojan, † 30. november 1972, Trst.

## Življenje in delo
Ljudsko šolo je obiskoval v rodnem Rojanu (predmestje Trsta), gimnazijo pa v Ljubljani in Gorici. Pred maturo je moral k vojakom in prišel v rusko ujetništvo. Po povratku je nadaljeval šolanje v Ljubljani in 1920 maturiral. Vpisal se je na Medicinsko fakulteto v Ljubljani ter nadaljeval študij v Gradcu, kjer je 1925 diplomiral. Po diplomi se je najprej skušal zaposliti v Trstu, a so mu fašistične oblasti kot slovenskemu izobražencu to preprečile, zato se je izselil v Ljubljano, kjer je v mestni bolnišnici opravil predpisano prakso in se nato kot zdravnik zaposlil pri jugoslovanskih državnih železnicah. Ko so Nemci zasedli Štajersko so ga izgnali v Srbijo,od tam se je zatekel na Hrvaško, kjer je ostal do 1944, ko se je vrnil v Trst. V Trstu je sodeloval v narodnoosvobodilni borbi. Po koncu vojne je bil do 1947 zdravnik pri Pokrajinskem narodnoosvobodilnem odboru, ko pa je bilo 1947 ustanovljeno Slovensko zdravniško društvo, je vstopil vanj in v njegovem okviru deloval na prosvetnem področju ter obenem opravljal zdravniško prakso. Kot neitalijanskemu državljanu mu italijanske oblasti po priključitvi Cone A k Italiji niso več dovolile, da bi opravljal zdravniški poklic, zato je odšel v ZDA, kjer je po opravljenih predpisanih izpitih lahko začel z zdravniško prakso. Leta 1971 se je upokojil in vrnil v Trst. 
Delak je bil tudi velik ljubitelj glasbe, posebno zborovskega petja. Bil pa je tudi poustvarjajoč in ustvarjajoč glasbenik. V vseh krajih kjer je služboval je vodil pevske zbore. Komponiral pa je tudi sam, predvsem zborovske, pa tudi solistične vokalne in komorno instrumentalne skladbe. Pred odhodom v ZDA je v Trstu izdal zbirko V snegu v ZDA pa Dvanajst moških zborov na besedila slovenskih pesnikov. Večinoma ostalih njegovih del je ostalo v rokopisu, med temi tudi neuprizorjena opera katere libreto je bilo prirejeno na besedilo Prešernovega Krsta pri Savici.